# Yannick Noack
Yannick Alexander Noack (* 7. November 1993 in Troisdorf) ein deutscher Koch. Im Jahr 2023 wurde er Deutschlands jüngster Koch mit zwei Michelinsternen.

## Leben
Von 2011 bis 2014 absolvierte Noack eine Ausbildung im Schlosshotel Lerbach in Bergisch Gladbach. Danach verbrachte Noack als Commis de Cuisine zwei Jahre bei Joachim Wissler im Vendôme im Grandhotel Schloss Bensberg und wurde von dessen Avantgardismus geprägt.
Anschließend übernahm Noack von 2016 bis 2017 die Position des Chef de Partie im Restaurant Villa Rothschild im Villa Rothschild Kempinski. 2017 wechselte er in dieselbe Position bei Victor's Fine Dining by Christian Bau, bevor er im selben Jahr als Chef de Partie im Gästehaus Klaus Erfort tätig wurde. Dort wurde er im August 2017 zum Sous Chef befördert und blieb bis Dezember 2017 in dieser Rolle.
Noack war Sous Chef bei der Eröffnung des Restaurants Purs in Andernach 2018 und war Chef de Cuisine des Purs von 2022 bis 2024.
Am 4. April 2023 wurde das Purs, mit Noack als Küchenchef, vom Guide Michelin mit zwei Sternen ausgezeichnet. Noack wurde damit mit 29 Jahren der jüngste Zwei-Sterne-Koch Deutschlands. Er hatte sich durch seine „kreative, moderne und avantgarde Küche“ einen Namen gemacht. Noack und sein Team wiederholten diesen Erfolg im darauffolgenden Jahr, als das Purs erneut mit zwei Michelin-Sternen ausgezeichnet wurde.
Seit 2024 ist er Küchenchef im Restaurant Gotthardt's by Yannick Noack in Koblenz, das 2025 mit zwei Michelinsternen ausgezeichnet wurde.

## Auszeichnungen
- 2023: Aral Schlemmeratlas 50 Beste Köche Deutschland[10]
- 2023: Rolling Pin 100 Best Chefs Platz 21[3]
- 2023: Guide Michelin 2 Sterne[11]
- 2023: Gault Millau 3 rote Hauben[12]
- 2023: Aral Schlemmeratlas 4 Bestecke[10]
- 2023: Der Große Restaurant & Hotel Guide 4 Hauben[13]
- 2023: Gusto 8 Pfannen
- 2024: Falstaff 3 Gabeln[14]
- 2024: Guide Michelin 2 Sterne[15]
- 2024 Ahgz Sterne Award Platz 52[16]